# Jan Antoni Dylewski
Jan Antoni Dylewski herbu Kościesza (zm. 9 maja 1752 roku) – oboźny smoleński w latach 1730–1752, pułkownik Jego Królewskiej Mości w 1735 roku.
Jako poseł na sejm zwyczajny pacyfikacyjny 1735 roku, konsyliarz z województwa smoleńskiego, stronnik Augusta III Sasa podpisał uchwałę Rady Generalnej Konfederacji Warszawskiej w 1735 roku.